# Lysa Tchaptchet Defo
Lysa Tchaptchet Defo (geboren am 20. Dezember 2001 in Yaoundé) ist eine kamerunisch-spanische Handballspielerin.

## Vereinskarriere
Als Lysa Tchaptchet fünf Jahre alt war, verließ ihre Familie Kamerun und ließ sich im spanischen Ort Villava-Atarrabia nieder. Dort begann Tchaptchet das Handballspielen bei CD Beti Onak. Ab 2019 stand sie beim spanischen Erstligisten Club Balonmano Elche unter Vertrag. Von dort wechselte sie im Jahr 2021 nach Norwegen zu Vipers Kristiansand. Mit den Vipers gewann sie 2022, 2023 und 2024 die norwegische Meisterschaft sowie 2022 und 2023 die EHF Champions League. Tchaptchet wird auf der Spielposition am Kreis eingesetzt. Im Sommer 2024 wechselte sie zum dänischen Erstligisten Odense Håndbold. Mit Odense Håndbold gewann sie 2025 die dänische Meisterschaft.
Mit dem Team aus Elche sowie mit dem aus Kristiansand nahm sie an internationalen Vereinswettbewerben teil.

## Auswahlmannschaften
Sie stand im Aufgebot spanischer Nationalmannschaften.
Am 21. November 2019 wurde sie für die Juniorenauswahl aufgestellt. Es blieb ihr einziges Spiel für diese Auswahl.
Am 27. November 2020 bestritt sie ihr erstes Länderspiel für die spanische Nationalmannschaft. Tchaptchet stand auch bei der Europameisterschaft 2020 (9. Platz) und der Europameisterschaft 2022 (9. Platz) im Aufgebot und nahm an der Weltmeisterschaft 2023 (13. Platz) teil. Sie stand auch für das olympische Handballturnier 2024 (12. Platz) im spanischen Aufgebot.

## Familiäres
Ihre jüngere Schwester Lyndie Tchaptchet spielt ebenfalls Handball.